# محمد بن خليفة الأبي
أبو عبد الله محمد بن خليفة بن عمر التونسي الوشتاني الأُبِّي المالكي (ويعرف أحيانا بالأبّي المالكي) (؟؟ - 827 هـ) عالم بالحديث وفقيه ومفسّر من أهل تونس. نسبته إلى (آبَهْ) من قراها. ولي قضاء الجزيرة سنة 808 هـ. من أشهر مؤلفاته كتاب "إكمال إكمال المعلم بفوائد مسلم" في سبعة أجزاء، وهو شرح لصحيح مسلم جمع فيه بين شروح المازري والقاضي عياض والقرطبي والنووي مع زيادات من كلام شيخه ابن عرفة.
قال الشوكاني: «نسبة إلى قرية من تونس. التونسي قرأ على ابن عرفة وغيره وكان عالما محققا أخذ عنه جماعة ووصفه ابن حجر بأنه عالم المغرب بالمعقول وأنه سكن تونس وله شرح مسلم الذي سماه إكمال إكمال المعلم في شرح مسلم الذي جمع فيه بين المازري وعياض والقرطبي والنووي مع زيادات من كلام شيخه ابن عرفة في ثلاث مجلدات ويحكى عنه من سلامة الفطرة ما يخرجه إلى حد الغفلة مع مزيد تقدمه في العلوم ومات سنة 827 سبع وعشرين وثمان مائة.»

## مؤلفاته
- إكمالُ إكمالِ المُعْلِم في شرح صحيح مسلم.[3]
- شرح المدونة في فروع الفقه المالكي.
- تفسير القرآن في ثماني مجلدات.

## وفاته
توفي في تونس سنة 827 هجرية.